# مصطفی الموسوی
مصطفی الموسوی (انگلیسی: Mostafa Al-Musawi؛ زادهٔ ۱ فوریهٔ ۱۹۹۵) یک ورزشکار اهل عربستان سعودی است.